# Money Management
Als Money Management bezeichnet man eine Wertsicherungsstrategie, die darauf abzielt, das Risiko eines Wertpapier-Portfolios durch Größenfestlegung der einzelnen Handelspositionen zu steuern. 
Beispiel: Ein Börseninvestor verwaltet ein Wertpapierdepot im Umfang von 1 Mio. Euro. Um das Verlustrisiko der einzelnen Positionen zu begrenzen, beschränkt er ihre Größe auf je 50.000 Euro und verteilt damit das Kapital auf mindestens zwanzig verschiedene Positionen. Überschreitet eine Position durch Kursanstieg diese vorgegebene Grenze, wird sie teilweise verkauft, um wieder innerhalb der Grenze zu liegen.
Die Festlegung der Positionsgrößen kann auch abhängig von deren Einzelrisiko erfolgen. Für riskante Wertpapiere wird dann eine kleinere Positionsgröße gewählt als für weniger riskante. Dies entspricht der Festlegung eines maximalen, absoluten (betragsmäßigen) Verlustrisikos je Position.
Je nach Handelsstrategie kann das Verlustrisiko pro Position durch die Festlegung einer Stop-Loss-Order begrenzt werden, die sich wiederum an charttechnischen Merkmalen oder der Volatilität des Wertpapiers orientieren kann. Schwankt ein Wertpapier beispielsweise sehr stark, muss die Stop-Loss-Schwelle großzügiger gewählt und die Positionsgröße mit Rücksicht auf das maximale absolute Verlustrisiko je Position vermindert werden. Somit ist die Risikokontrolle je Wertpapierposition auch ein Aspekt des Money Managements.
Eine weitere geläufige Money Management-Strategie ist das Vorhalten einer bestimmten Liquiditätsreserve.
Die meisten professionellen Investoren und Trader wenden Money Management-Strategien an und unterscheiden sich dadurch von Spekulanten.